# Montagano
Montagano est une commune de la province de Campobasso, dans la région Molise, en Italie.

## Administration
| Période                                  | Période  | Identité       | Étiquette    | Qualité |
| ---------------------------------------- | -------- | -------------- | ------------ | ------- |
| 14 juin 2004                             | En cours | Enrico Galuppo | Lista Civica |         |
| Les données manquantes sont à compléter. |          |                |              |         |

### Communes limitrophes
Limosano, Matrice, Petrella Tifernina, Ripalimosani.

### Évolution démographique
Habitants recensés

## Personnalités liées à la commune
- Don DeLillo (1936), écrivain américain dont la famille est originaire de Montagano.